# Francesca (film 2015)
Francesca è un film argentino del 2015 diretto da Luciano Onetti e prodotto da Nicolás Onetti. È la seconda parte della trilogia giallo di Onetti, che comprende anche Sonno profondo (2013) e Abrakadabra (2019).

## Trama
Un assassino vuole ripulire la città dalle anime impure, basandosi su alcuni passi della Divina Commedia di Dante Alighieri. I suoi crimini sembrano essere collegati alla scomparsa di Francesca, la figlia del poeta Vittorio Visconti, avvenuta quindici anni fa. I poliziotti Moretti e Succo dovranno indagare su questo mistero.

## Produzione
Onetti ha debuttato alla regia nel 2013 con il film sperimentale Sonno profondo, girato con una telecamera Nikon mentre studiava legge nella città di Olavarría, nella provincia di Buenos Aires. Il film, ispirato alle produzioni gialle italiane, è stato presentato al Festival di Sitges e ha vinto diversi premi durante il suo percorso festivaliero.
Dopo il successo di Sonno profondo, Onetti decise di girare un nuovo film ambientato negli anni '70, anch'esso ispirato al genere giallo. Suo fratello Nicolás ha svolto nuovamente il ruolo di produttore, come per il primo film. Francesca è stato girato nella città argentina di Azul.
Secondo il regista, la differenza tra Sonno profondo e Francesca è che nel primo caso si voleva raccontare la storia dal punto di vista dell'assassino, mentre il secondo è più un film poliziesco.

## Distribuzione
Francesca è stato presentato in anteprima al Festival di Sitges nel 2015, nella sezione "Noves Visions", e ha partecipato ad altri eventi come il Buenos Aires Rojo Sangre, il Morbido Film Fest in Messico, il Festival internazionale del cinema di Porto, il Ravenna Nightmare in Italia e il Punta del Este International Film Festival, tra gli altri.
Nel 2016, Unearthed Films ha acquisito i diritti di distribuzione del film per il Nord America. È stato distribuito in Spagna da Regia Films, in Francia da The Ecstasy of Films, in Germania da Mad Dimension e nel Regno Unito da Jinga Films. È uscito nei cinema in Argentina nel settembre 2017.
Anni dopo, Onetti ha pubblicato una nuova versione intitolata Francesca: Original Director's Version, con il regista italiano Aldo Lado come presentatore e con dialoghi registrati in Italia da attori professionisti (nella versione originale i dialoghi erano registrati da argentini), una correzione del colore e nuovi brani musicali. Alla fine del 2023, il film è stato aggiunto al catalogo Amazon Prime.

## Accoglienza

### Critica
Diego Brodersen del quotidiano Página/12 ha criticato la qualità del doppiaggio, ma ha affermato che Francesca "ha diversi momenti che visivamente colpiscono nel segno". Per Ezequiel Boetti del portale Otros Cines, Francesca "rilegge un intero sottogenere e, con esso, un'epoca. Tempi in cui la suggestione era più importante dell'esplicitezza, in cui c'era più atmosfera che effetto". Daniela Montecchiarini del sito Cinecrítico lo ha definito "un'ode al giallo, un culto di una sottospecie che vive e respira".

### Riconoscimenti
Il film ha vinto il premio Tabloid Witch nella categoria Best Production Design ed è stato candidato come Miglior Film al Festival internazionale del cinema di Porto. Ha inoltre vinto il premio come Miglior Film Giallo alla convention Crypticon di Kansas City e il premio Weird Visions al Ravenna Nightmare festival. Onetti è stato premiato come Miglior Regista all'edizione 2015 del Buenos Aires Rojo Sangre.